# Žafran
Žafran je začimba, pridobljena iz cvetov Crocus sativus. Živo škrlatne brazde in vratovi pestičev, imenovane niti, se zbirajo in posušijo za uporabo predvsem kot začimbo in barvilo v hrani. Čeprav ostaja nekaj dvomov o njegovem poreklu, velja, da žafran izvira iz Irana. Vendar sta bili Grčija in Mezopotamija prav tako predlagani kot možna regija izvora te rastline. Žafranov krokus se je počasi razširil po večjem delu Evrazije in je bil kasneje prinesen v dele Severne Afrike, Severne Amerike in Oceanije.
Okus žafrana in vonj po jodoformu ali senu sta posledica fitokemikalije pikrokrocin in safranal. Vsebuje tudi karotenoidni pigment krocin, ki posodi in tekstilu daje bogato zlatorumeno barvo. Njegova zapisana zgodovina je potrjena v asirskem botaničnem traktatu iz 7. stoletja pr. n. št., z njim pa se trguje in uporablja že tisoče let. V 21. stoletju Iran proizvede okoli 90 % celotne svetovne količine žafrana. S 5000 ameriških dolarjev za kg ali več je bil žafran dolgo najdražja začimba na svetu glede na težo.

## Etimologija
Nekaj negotovosti obdaja izvor besede "žafran". Morda izhaja iz starofrancoskega izraza safran iz 12. stoletja, ki prihaja iz latinske besede safranum, iz arabščine (زَعْفَرَان), za'farān, ki izhaja iz perzijske besede zarparan, ki pomeni "zlato nanizan" (kar pomeni bodisi zlate prašnike cveta ali zlato barvo, ki jo ustvari, ko se uporablja kot aroma).

## Vrsta

### Gojenje
V divjini neznani žafranov krokus verjetno izvira iz Crocus cartwrightianus. Je triploid, ki je »samokompatibilen« in moško sterilen; podvržen je aberantni mejozi in je zato nezmožen neodvisnega spolnega razmnoževanja - vse razmnoževanje poteka z vegetativnim razmnoževanjem prek ročnega »razdeli in nastavi« začetnega klona ali z interspecifično hibridizacijo.
Crocus sativus uspeva v sredozemski makiji, ekotipu, ki je na videz podoben severnoameriški chaparral, in podobnih podnebjih, kjer vroči in suhi poletni vetrovi preplavljajo polsušna ozemlja. Kljub temu lahko preživi mrzle zime, saj prenese zmrzali do –10 °C in kratka obdobja snežne odeje. Namakanje je potrebno, če se goji zunaj vlažnih okolij, kot je Kašmir, kjer je letna povprečna količina padavin 1000–1500 mm; območja gojenja žafrana v Grčiji (500 mm letno) in Španiji (400 mm) so veliko bolj suha od glavnih iranskih območij gojenja. To omogoča časovna razporeditev lokalnih deževnih sezon; obilno spomladansko deževje in bolj suha poletja so optimalna. Dež neposredno pred cvetenjem poveča pridelek žafrana; deževno ali hladno vreme med cvetenjem spodbuja bolezni in zmanjšuje pridelek. Vztrajno vlažni in vroči pogoji škodijo pridelkom, zajci, podgane in ptice pa povzročajo škodo z izkopavanjem gomoljev. Druge grožnje predstavljajo nematode, listna rja in gniloba stebelnih korenin. Kljub temu lahko inokulacija Bacillus subtilis pridelovalcem prinese nekaj koristi s pospešitvijo rasti gomoljev in povečanjem donosa biomase stigme.
Rastline se slabo obnesejo v senčnih razmerah; najbolje rastejo na polnem soncu. Polja, ki so nagnjena proti sončni svetlobi, so optimalna (tj. nagnjena proti jugu na severni polobli). Na severni polobli se sajenje večinoma opravi junija, kjer so stebelni gomolji vloženi 7–15 cm globoko; njegove korenine, stebla in listi se lahko razvijejo med oktobrom in februarjem. Globina sajenja in razmik med stebelnimi stebli sta skupaj s podnebjem ključna dejavnika pri določanju donosa. Matični gomolji, posajeni globlje, dajejo kakovostnejši žafran, čeprav tvorijo manj cvetnih popkov in hčerinskih gomoljev. Italijanski pridelovalci optimizirajo donos niti s sajenjem 15 cm globoko in v vrstah 2–3 cm narazen; globine 8–10 cm optimizirajo proizvodnjo cvetov in gomoljev. Grški, maroški in španski pridelovalci uporabljajo različne globine in razmike, ki ustrezajo njihovim krajem.
C. sativus ima raje rahla tla, z nizko gostoto, dobro namakana in dobro odcedna glinasto-apnenčasta tla z visoko vsebnostjo organskih snovi. Tradicionalne dvignjene gredice spodbujajo dobro drenažo. Vsebnost organskih snovi v tleh se je v preteklosti povečala z uporabo približno 20–30 ton na hektar gnoja. Kasneje in brez nadaljnjega gnojenja so posadili stebelne gomolje. Po obdobju mirovanja skozi poletje stebelni gomolji poženejo svoje ozke liste in začnejo brsteti zgodaj jeseni. Cvetijo šele sredi jeseni. Žetev je nujno hitra zadeva: rože po cvetenju ob zori hitro ovenijo, ko mine dan. Vse rastline zacvetijo v enem ali dveh tednih. Brazde se po ekstrakciji hitro posušijo in (po možnosti) zaprejo v nepredušne posode.

### Obiranje
Visoka maloprodajna vrednost žafrana se na svetovnih trgih ohranja zaradi delovno intenzivnih metod žetve, ki zahtevajo približno 440.000 ročno nabranih pecljev žafrana na kilogram – kar ustreza 150.000 cvetov žafrana na kilogram. Za trganje 150.000 cvetov je potrebnih 40 ur dela.
Iz enega sveže nabranega cveta krokusa dobimo povprečno 30 mg svežega žafrana ali 7 mg posušenega; približno 150 cvetov daje 1 g suhih žafranovih niti; za proizvodnjo 12 g posušenega žafrana je potrebnih 450 g cvetov; donos posušene začimbe iz svežega žafrana je le 13 g/kg.

## Ponarejanje
Kljub poskusom nadzora kakovosti in standardizacije se obsežna zgodovina ponarejanja žafrana, zlasti med najcenejšimi vrstami, nadaljuje v sodobnem času. Ponarejanje je bilo prvič dokumentirano v evropskem srednjem veku, ko so tiste, ki so jih našli pri prodaji ponarejenega žafrana, usmrtili po kodeksu Safranschou. Tipične metode vključujejo mešanje tujih snovi, kot so rdeča pesa, vlakna granatnega jabolka, rdeče obarvana svilena vlakna ali rumeni prašniki žafranovega krokusa brez okusa in vonja. Druge metode so vključevale prelivanje vlaken žafrana z gostimi snovmi, kot sta med ali rastlinsko olje, da bi povečali njihovo težo. Žafran v prahu je bolj nagnjen k ponarejanju, saj se kot polnila za redčenje uporabljajo kurkuma, paprika in drugi praški. Ponarejanje lahko vključuje tudi prodajo napačno označenih mešanic različnih vrst žafrana. Tako se kašmirski žafran visoke kakovosti pogosto prodaja in meša s cenejšim iranskim uvozom; te mešanice se nato tržijo kot čisti kašmirski žafran, razvoj, ki je kašmirske pridelovalce stal veliko njihovega dohodka. Žafranika (Carthamus tinctorius) je običajen nadomestek, ki se včasih prodaja kot žafran. Začimba naj bi bila ponarejena s konjsko dlako, koruzno svilo ali razrezanim papirjem. Za barvanje ponarejenega žafrana v prahu so uporabljali tartrazin ali sončno rumeno.
V zadnjih letih so na evropskem trgu zaznali žafran, ponarejen z barvilnim izvlečkom plodov gardenije. To obliko goljufije je težko odkriti zaradi prisotnosti flavonoidov in krocinov v izvlečkih gardenije, ki so podobni tistim, ki so naravno prisotni v žafranu. Metode odkrivanja so bile razvite z uporabo HPLC in masne spektrometrije za ugotavljanje prisotnosti genipozida, spojine, ki je prisotna v plodovih gardenije, ne pa tudi v žafranu.

## Tipi
Različne sorte žafranovega krokusa dajejo vrste niti, ki so pogosto regionalno porazdeljene in značilno različne. Sorte (ne sorte v botaničnem smislu) iz Španije, vključno s trgovskima imenoma Spanish Superior in Creme, so na splošno bolj mehke barve, okusa in arome; razvrščeni so po vladnih standardih. Italijanske sorte so nekoliko močnejše od španskih. Grški žafran, pridelan v mestu Krokos, je zaščiten z ZOP zaradi posebno kakovostne barve in močnega okusa. Različni »butični« pridelki so na voljo iz Nove Zelandije, Francije, Švice, Anglije, Združenih držav in drugih držav - nekateri med njimi so ekološko pridelani. V ZDA se nizozemski žafran iz Pensilvanije, znan po svojih »zemeljskih« notah, trži v majhnih količinah. 
Potrošniki lahko nekatere kultivarje obravnavajo kot »premium« kakovost. Žafran Aquila ali zafferano dell'Aquila odlikuje visoka vsebnost safranala in krocina, značilna oblika nitke, nenavadno ostra aroma in intenzivna barva; gojijo ga izključno na osmih hektarih v dolini Navelli v italijanski regiji Abruci, blizu L'Aquile. V Italijo ga je prvi uvedel dominikanski pater iz Španije v času inkvizicije. Toda največje gojenje žafrana v Italiji je v San Gavino Monreale na Sardiniji, kjer ga gojijo na 40 hektarih, kar predstavlja 60 % italijanske proizvodnje; ima tudi nenavadno visoko vsebnost krocina, pikrokrocina in safranala.
Drugi je kašmirski žafran Mongra ali Lacha (Crocus sativus Cashmirianus), ki ga potrošniki najtežje dobijo. Ponavljajoče se suše, kuge in izpad pridelka v Kašmirju skupaj z indijsko prepovedjo izvoza prispevajo k previsokim čezmorskim cenam. Kašmirski žafran je prepoznaven po temnem bordo-vijoličnem odtenku, zaradi česar je med najtemnejšimi na svetu. Leta 2020 je indijska vlada žafran iz Kašmirske doline potrdila z geografsko označbo.

## Uporaba
Žafran ima dolgo zgodovino uporabe v tradicionalni medicini. Žafran so uporabljali tudi kot barvilo za tkanine, zlasti na Kitajskem in v Indiji, ter v parfumeriji. V Indiji se uporablja v verske namene.

### Poraba
Žafranovo aromo poznavalci pogosto opisujejo kot spominja na kovinski med s travnatimi ali senenimi notami, njegov okus pa tudi kot senen in sladek. Žafran prispeva tudi k svetleči rumeno-oranžni barvi živil. Žafran se pogosto uporablja v perzijski, indijski, evropski in arabski kuhinji. Tudi slaščice in alkoholne pijače pogosto vsebujejo žafran. Žafran se uporablja v jedeh, ki segajo od riža in khoresha v Iranu,  milanske rižote v Italiji, paelle v Španiji, bouillabaisse v Franciji, do biryanija z različnimi mesnimi prilogami v Južni Aziji. Ena najbolj cenjenih uporab žafrana je priprava zlate šunke, dragocene suhe šunke iz žafrana iz San Gimignana. Pogosti nadomestki za žafran vključujejo žafraniko (Carthamus tinctorius, ki se pogosto prodaja kot »portugalski žafran« ali »açafrão«), annatto in kurkumo (Curcuma longa). V srednjeveški Evropi je bila kurkuma znana tudi kot »indijski žafran« zaradi rumeno-oranžne barve.

### Prehrana
Posušen žafran je sestavljen iz 65% ogljikovih hidratov, 6% maščob, 11% beljakovin in 12% vode. V eni žlici (2 grama; količina, ki je veliko večja, kot je verjetno, da bi jo zaužili pri normalni uporabi) je mangan prisoten kot 29 % dnevne vrednosti, medtem ko imajo ostala mikrohranila zanemarljivo malo.

### Toksičnost
Zaužitje manj kot 1,5 g žafrana ni strupeno za ljudi, vendar lahko odmerki, večji od 5 g, postanejo vse bolj strupeni.[69] Blaga toksičnost vključuje vrtoglavico, slabost, bruhanje in drisko, medtem ko lahko pri večjih odmerkih pride do zmanjšanega števila trombocitov in spontane krvavitve.

### Shranjevanje
Žafran se ne bo pokvaril, vendar bo izgubil okus v šestih mesecih, če ga ne shranite v nepredušnem, hladnem in temnem prostoru. Shranjevanje v zamrzovalniku lahko ohrani okus do dve leti.